# Buchema granulosa
Buchema granulosa é uma espécie de gastrópode do gênero Buchema, pertencente a família Horaiclavidae.